# Trautvetteria caroliniensis

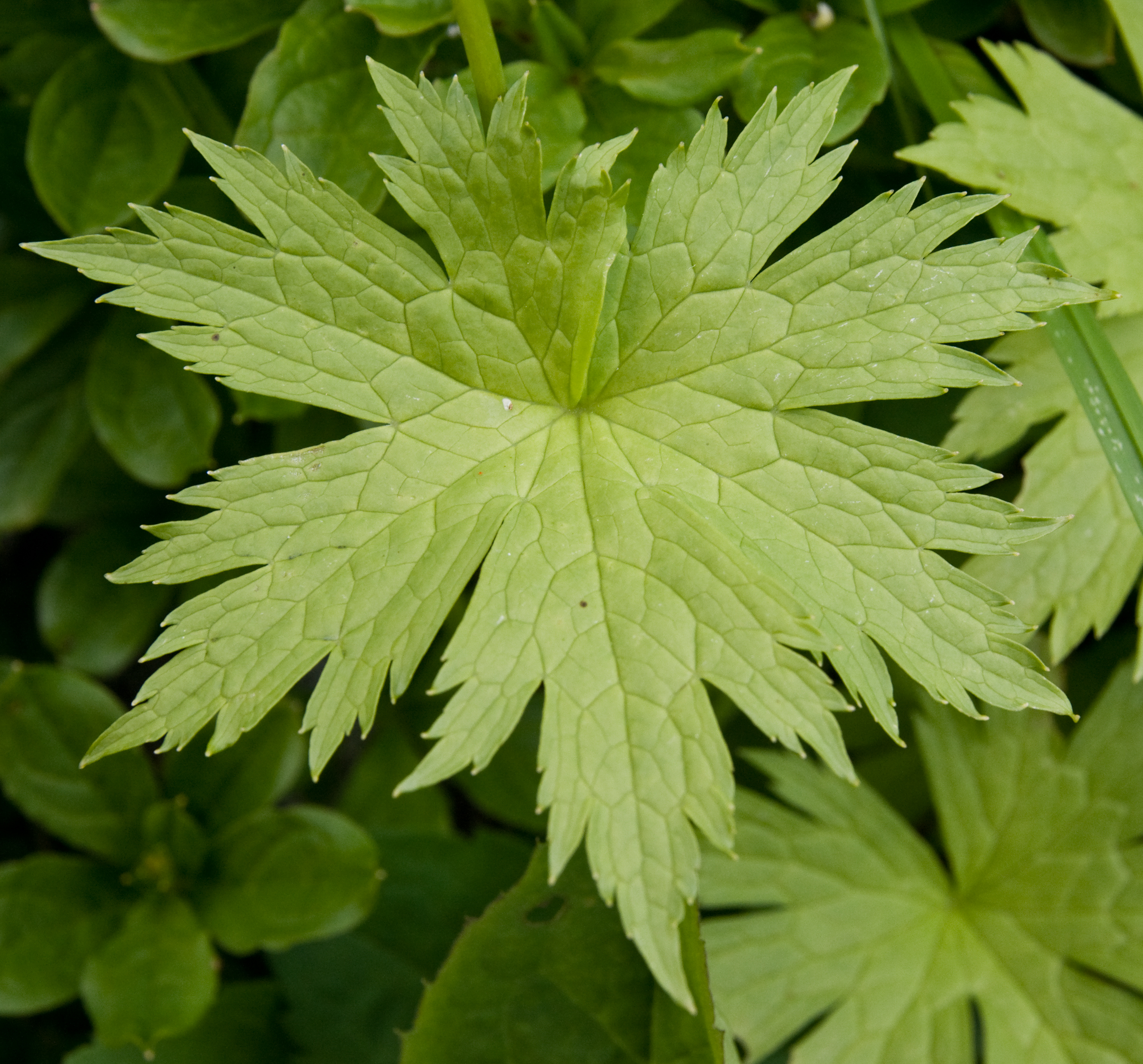
Liść

Trautvetteria caroliniensis – gatunek z monotypowego rodzaju Trautvetteria F. E. L. Fischer et C. A. Meyer, Index Sem. Hortus Bot. Petrop. 1: 22. Jan 1835 z rodziny jaskrowatych. Występuje w Ameryce Północnej i we wschodniej części Azji.
Nazwa rodzajowa upamiętnia Ernsta Rudolfa von Trautvettera.

## Morfologia
Bylina z krótkim, wąskim kłączem. Liście odziomkowe i łodygowe pojedyncze, dolne ogonkowe, górne siedzące, skrętoległe. Blaszka liściowa dłoniasto klapowana z 5–11 klapami. Kwiaty obupłciowe, promieniste. Działek kielicha 3–5, zielono-białych, szeroko owalnych, o długości do 6 mm. Płatków korony brak. Pręciki liczne (ok. 50–100). Słupków ok. 15, każdy z pojedynczą zalążnią.